# Arbitrage
Arbitrage (från lat. Arbitratus, fritt val[källa behövs]) är en term som beskriver utnyttjandet av obalanser mellan två eller fler marknader, en kombination av matchande handelsmöjligheter används för att utnyttja obalansen mellan marknaderna, som består av skillnader i marknadspriser. När termen används av akademiker så refererar den till en transaktion som inte involverar något negativt kassaflöde och i något läge skapar ett positivt kassaflöde, enkelt uttryckt en riskfri vinst. Termen används oftast vid handel av finansiella instrument så som obligationer, aktier, derivat och valutor.
Om marknadspriserna inte tillåter skapandet av arbitrage så sägs priserna uppfylla arbitragejämvikt ,eller en arbitragefri marknad. 

## Förutsättningar för arbitrage
Arbitrage är möjligt när en av följande fem förutsättningar är uppfylld:
1. Samma tillgång handlas inte för samma pris på alla marknader.
2. Två tillgångar med identiska kassaflöden handlas inte för samma pris.
3. En tillgång med ett känt pris i framtiden handlas inte idag till sitt framtida pris diskonterat med den riskfria räntan. (eller så har tillgången en icke irrelevant kostnad för förvaring, som vissa råvaror men inte finansiella tillgångar har)
4. Handel pågår vid samma tidpunkt på minst två olika marknadsplatser.
5. Transaktionen avslutas vid samma tidpunkt vad gäller både köp och sälj av tillgången och transaktionen är därmed helt riskfri.

## Exempel på arbitrage
Antag att valutakurserna (med hänsyn tagen till växlingskostnader) i London är £6 = $10 = ¥1000 och att växlingskursen i Tokyo är ¥1000 = £6 = $12. Därmed är växling av $10 till £6 möjligt i London och i Tokyo är det möjligt att växla £6 till $12, och det hela skapar en vinst på $2, detta vore ett arbitrage. I realiteten är denna typ av "triangelarbitrage" så pass enkel att den nästan aldrig uppkommer. Men mer komplicerade valutaarbitrage så som avista- och termin-arbitrage är långt mycket vanligare.
Ett mer simpelt exempel skulle kunna vara: antag att du köper en Volvo i Tyskland för 300 000 kr och säljer den i Sverige för 500 000 kr (utan hänsyn till kostnader för frakt och dylikt).

## Arbitrage inom finansiell matematik
I finansiell matematik definieras arbitrage genom att en {\displaystyle (n+1)}-dimensionell aktieportfölj {\displaystyle \theta (t)=(\theta _{0}(t),\ldots ,\theta _{n}(t))}, {\displaystyle t\in [0,T]}, ska uppfylla de tre villkoren:
1. {\displaystyle V^{\theta }\left(0\right)=0},
2. {\displaystyle V^{\theta }(T)\geqslant 0} (nästan säkert med avseende på {\displaystyle P}),
3. {\displaystyle P\left(V^{\theta }(T)>0\right)>0},

för alla sluttider {\displaystyle T>0} där {\displaystyle V^{\theta }} är värdet hos aktieportföljen och {\displaystyle P} är det relevanta sannolikhetsmåttet.